# Jamy (Tatry Wysokie)

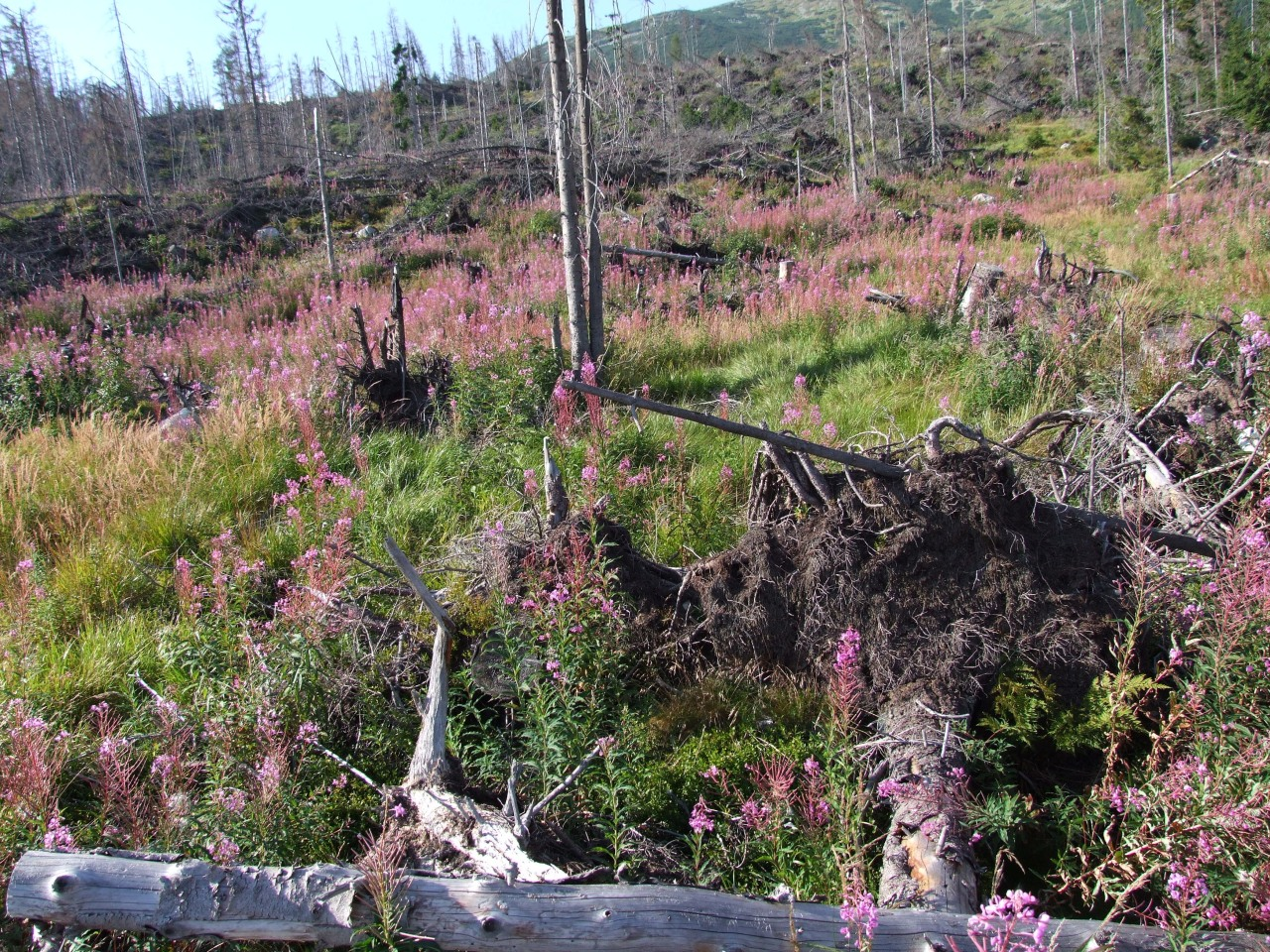
Jamy. Las zniszczony przez wiatrołomy i korniki

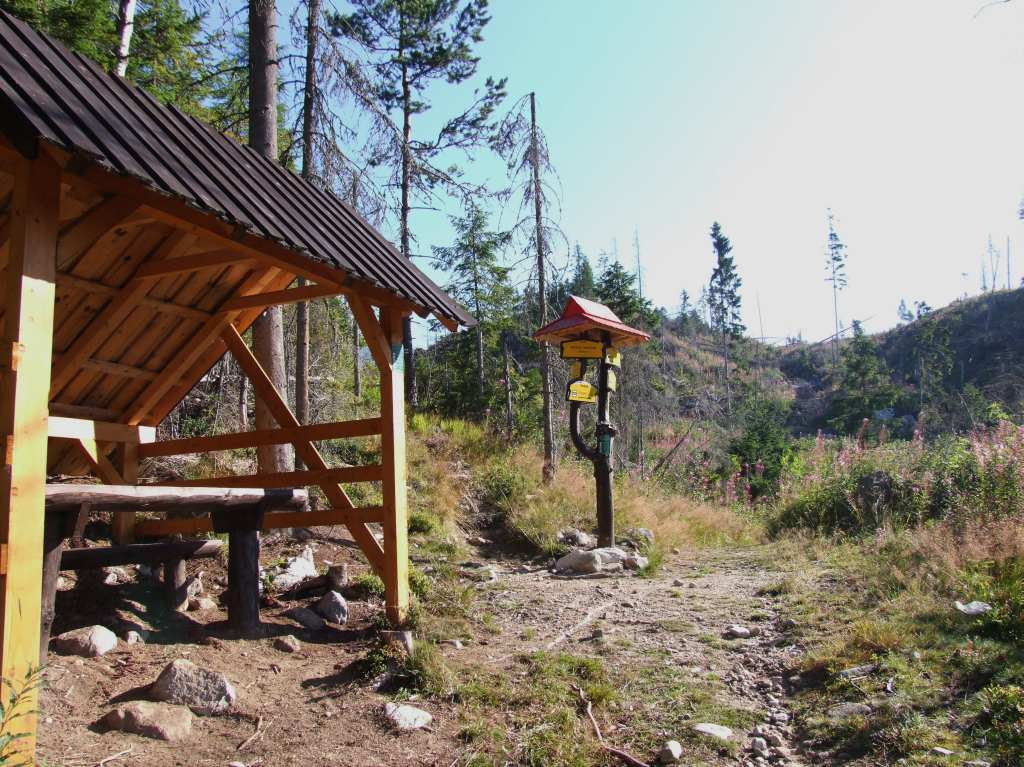
Rozdroże Jambrichowo na Białym Wagu

Jamy (słow. Jamy pod Kriváňom lub po prostu Jamy) – wielki morenowy taras na przedłużeniu Pawłowego Grzbietu pod Krywaniem w słowackich Tatrach Wysokich. Moreny te wytworzone zostały przez połączone lodowce Doliny Ważeckiej i Furkotnej. Antoni Rehman w 1895 r. pisał o kompleksie Jam: „cała jego powierzchnia rozpada się na niezliczoną prawie ilość drobnych garbów, najeżonych często olbrzymimi odłamami skał granitowych, porozdzielanych płytkimi zagłębieniami”. W zagłębieniu między tymi morenami znajduje się Jamski Staw, a jego nazwa pochodzi właśnie od Jam. W jednej z takich jam odpoczywał w 1805 r. Stanisław Staszic w czasie swojej wycieczki na Krywań. Poniżej Jam znajduje się obszar zwany Pod Jamami (Pod Jamami).
Przez Jamy przebiega Tatrzańska Droga Młodości oraz trzy szlaki turystyczne. Teren porośnięty jest lasem, jednak potężny wiatr w 2004 wyłamał znaczne jego połacie, a później dzieła zniszczenia osłabionego lasu dokończyły korniki, przez co rozciągają się stąd szerokie widoki zarówno na północ (na Tatry), jak i w południowym kierunku.

## Szlaki turystyczne
– Wyżni Podkrywański Chodnik, czyli odcinek Magistrali Tatrzańskiej od osady Podbańska do Szczyrbskiego Jeziora przez Trzy Źródła, rozdroże przy Jamskim Stawie i rozdroże w Dolinie Furkotnej. Czas przejścia: 4:45 h, 4:35h
  – niebieski szlak od przystanku autobusowego Biały Wag przy Tatrzańskiej Drodze Młodości, przez rozdroże przy Jamskim Stawie, Pawłowy Grzbiet i Rozdroże pod Krywaniem na Krywań. Czas przejścia 5 h, ↓ 3:45 h
  – Niżni Podkrywański Chodnik od Trzech Źródeł, wzdłuż Tatrzańskiej Drogi Młodości przez rozdroże Jambrichowo (na Białym Wagu) do Szczyrbskiego Jeziora. Czas przejścia 3 h, 2:45 h